# Gimma
Gimma è una città dell'Etiopia situata nella regione di Oromia, circa 250 km a sud-ovest della capitale Addis Abeba. Prima che venisse sciolta, era la capitale della provincia di Caffa.
In città si trovano alcuni edifici risalenti al Regno di Gimma, precedente alla conquista etiope. Gimma ospita inoltre un museo, numerosi mercati, un'università e un importante centro di ricerca specializzato nel campo dell'agricoltura.
A 7 km da Gimma è posta Giren, già sede di sultanato e capitale del regno del Gimma indipendente prima della sottomissione del territorio allo Scioa di Menelik nel 1884.

## Storia

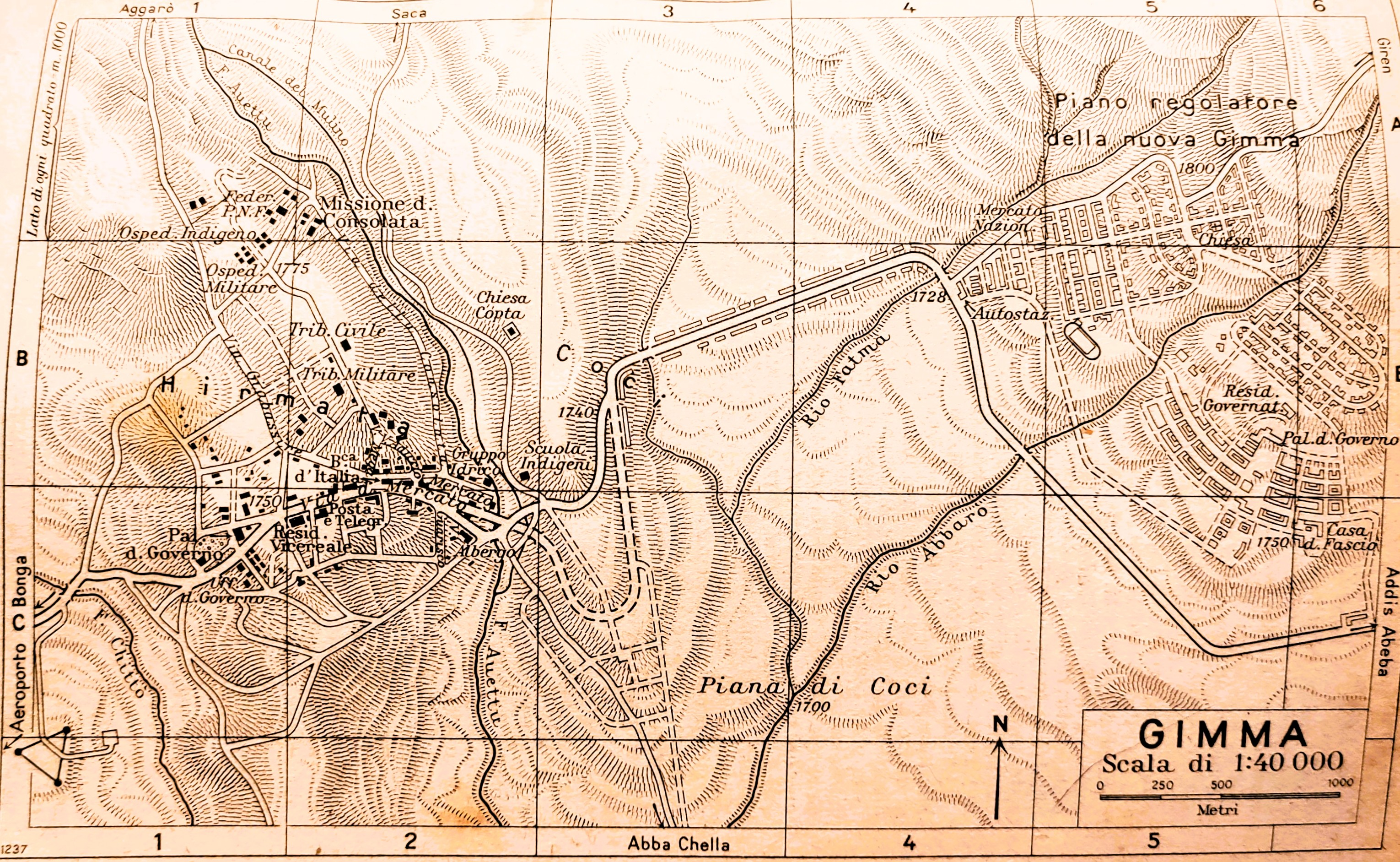
Durante l'amministrazione coloniale italiana, anno 1938

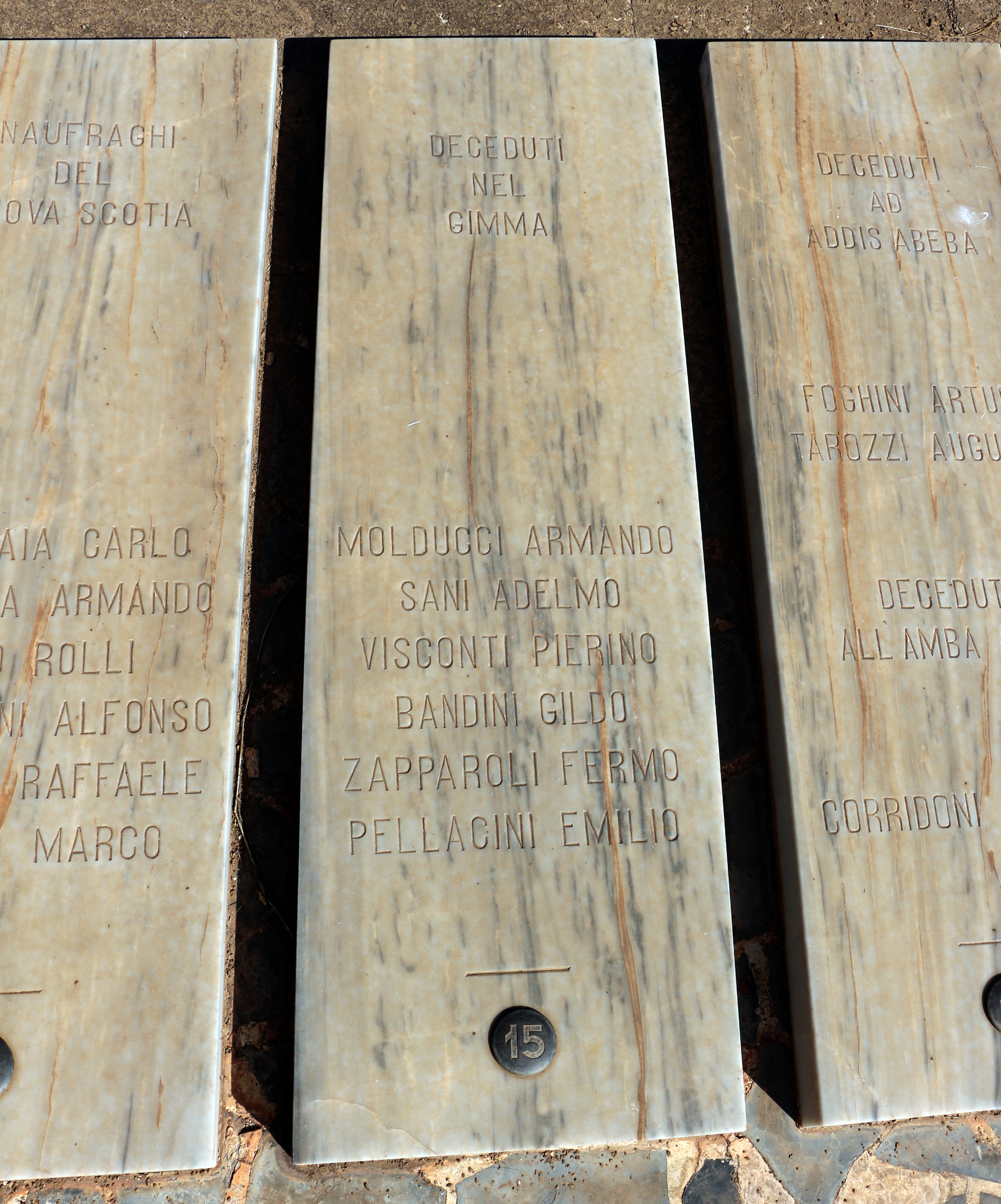
Monumento ai deceduti nel Gimma nel cimitero italiano di Asmara

Durante l'amministrazione coloniale italiana era sede del Governatorato di Galla e Sidama (GS). La località venne scelta a causa della sua centralità rispetto al territorio del Governatorato e la città venne praticamente fondata ex novo inglobando un vecchio centro indigeno chiamato Hirmata, ove era un popolare mercato, secondo un piano regolatore che prevedeva di creare una città residenziale dotata di tutti i servizi in grado di soddisfare le esigenze di una sede di Governatorato. Già nel 1938 la città di Gimma era valutata avere 15.000 abitanti, dei quali almeno 5.000 italiani.

## Infrastrutture e trasporti
Gimma è collegata con Addis Abeba da un'importante arteria stradale. Nel dicembre 2006 il governo etiope ha annunciato di aver ottenuto un cospicuo finanziamento (98 milioni di dollari) dal Banco per lo sviluppo Africano per completare la pavimentazione della strada che da Gimma giunge fino a Mizan Teferi, nell'Etiopia meridionale.
La città è inoltre sede aeroportuale (codice ICAO: HAJM; codice IATA: JIM).